# العلاقات الدومينيكانية السيشلية
العلاقات الدومينيكانية السيشلية هي العلاقات الثنائية التي تجمع بين جمهورية الدومينيكان وسيشل.

## مقارنة بين البلدين
هذه مقارنة عامة ومرجعية للدولتين:
| وجه المقارنة                                              | جمهورية الدومينيكان | سيشل                                                |
| --------------------------------------------------------- | ------------------- | --------------------------------------------------- |
| المساحة (كم2)                                             | 48.67 ألف           | 459                                                 |
| عدد السكان (نسمة)                                         | 10.40 مليون         | 95.84 ألف                                           |
| الكثافة السكانية (ن./كم²)                                 | 213.68              | 20.88 ألف                                           |
| العاصمة                                                   | سانتو دومينغو       | فيكتوريا                                            |
| اللغة الرسمية                                             | اللغة الإسبانية     | لغة فرنسية، لغة إنجليزية، اللغة الكريولية السيشيلية |
| العملة                                                    | بيزو دومنيكاني      | روبية سيشلية                                        |
| الناتج المحلي الإجمالي (بليون دولار)                      | 75.93 مليار         | 1.49 مليار                                          |
| الناتج المحلي الإجمالي (تعادل القوة الشرائية) بليون دولار | 149.89 مليار        | 2.54 مليار                                          |
| الناتج المحلي الإجمالي الاسمي للفرد دولار أمريكي          | 6.47 ألف            | 15.48 ألف                                           |
| الناتج المحلي الإجمالي للفرد دولار أمريكي                 | 13.26 ألف           | 26.42 ألف                                           |
| مؤشر التنمية البشرية                                      | 0.715               | 0.772                                               |
| رمز المكالمات الدولي                                      | +1809، +1829، +1849 | +248                                                |
| رمز الإنترنت                                              | .do                 | .sc                                                 |
| المنطقة الزمنية                                           | 00                  | ت ع م+04:00                                         |

## منظمات دولية مشتركة
يشترك البلدان في عضوية مجموعة من المنظمات الدولية، منها:
| علم المنظمة | اسم المنظمة                                 | تاريخ انضمام جمهورية الدومينيكان | تاريخ انضمام سيشل |
| ----------- | ------------------------------------------- | -------------------------------- | ----------------- |
|             | تحالف الدول الجزرية الصغيرة                 | ?                                | ?                 |
|             | الاتحاد البريدي العالمي                     | ?                                | ?                 |
|             | يونسكو                                      | 4 نوفمبر 1946                    | 18 أكتوبر 1976    |
|             | البنك الدولي للإنشاء والتعمير               | 18 سبتمبر 1961                   | 29 سبتمبر 1980    |
|             | وكالة ضمان الاستثمار متعدد الأطراف          | 7 مارس 1997                      | 15 سبتمبر 1992    |
|             | منظمة الشرطة الجنائية الدولية               | ?                                | 1 سبتمبر 1977     |
|             | مؤسسة التمويل الدولية                       | 31 أكتوبر 1961                   | 11 يونيو 1981     |
|             | الأمم المتحدة                               | 24 أكتوبر 1945                   | 21 سبتمبر 1976    |
|             | مجموعة دول أفريقيا والكاريبي والمحيط الهادئ | ?                                | ?                 |
|             | منظمة حظر الأسلحة الكيميائية                | ?                                | 29 أبريل 1997     |